# Dudu Topaz

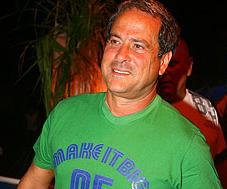
Dudu Topaz

Dudu Topaz, Hebreeuws: דודו טופז, (Haifa, 20 september 1946 – Tel Aviv, 20 augustus 2009) was een Israëlisch acteur en tv-presentator.
Topaz had voor acteur gestudeerd in Londen. Na zijn terugkeer naar Israël speelde hij voor het theater in Haifa en trok het land door met zijn shows. Zijn eerste tv-optredens waren Engelse lessen in een opvoedkundig programma.
Topaz was televisiepresentator op de Israëlische Publieke Omroep in de jaren 80 en deed ook een aantal theatershows als komiek. In de jaren 90 presenteerde hij de populaire show Rashut Habidur, die tot 2004 op de commerciële omroep liep. Het werd een van de best bekeken tv-programma's ooit. Nadien presenteerde Topaz nog een aantal andere tv-programma's, maar in 2007 maakte hij bekend geen presenteerwerk meer te doen, maar zich te gaan toeleggen op acteerwerk en documentaires.

In 1981 raakte Topaz in opspraak door zijn commentaar op een bijeenkomst van de Arbeidspartij in Tel Aviv, toen hij zei 
Het is een genoegen de menigte te zien en het is een genoegen te zien dat hier geen chahchahim bij zijn, die verkiezingsbijeenkomsten om zeep helpen. De chachchahim van Likoed zitten in Metzudat Ze'ev.
In mei 2009 werd Topaz gearresteerd op verdenking van het opdracht geven tot een reeks aanslagen op de hooggeplaatste omroepbestuurders Avi Nir en Shira Margalit en showbiz-agent Boaz Ben-Zion. De drie waren door onbekenden aangevallen en hadden daar ernstige verwondingen aan overgehouden. Topaz werd ook aangeklaagd voor het plannen van aanvallen op televisiepersoonlijkheden Zvika Hadar, Erez Tal en Avri Gilad, Amos Regev (hoofdredacteur van Israel Hayom), zijn ex-vrouw Roni Chen en haar echtgenoot Haim Zenati. Vermoedelijk zon Topaz op wraak nadat zijn tv-show geschrapt was en hij was afgewezen door andere omroepen en kranten, waar hij columns voor had willen schrijven. Op 2 juni 2009 werd openbaar gemaakt dat hij de opdrachten zou hebben bekend.  Later kwam er nog een aanklacht wegens drugsbezit (cocaïne). Hij pleegde in augustus 2009 zelfmoord in zijn gevangeniscel, nadat een eerdere poging was mislukt. In 2012 werden een aantal mannen die door Topaz ingehuurd waren veroordeeld of kwamen tot een schikking.